# 유승관
유승관(1966년 1월 12일 ~)은 대한민국의 전 축구 선수다. 과거 이리고등학교 축구부의 감독이였다.

## 출신 학교
- 전주해성중학교
- 이리고등학교
- 건국대학교